# Calappa granulata
Calappa granulata är en kräftdjursart som först beskrevs av Carl von Linné 1767.  Calappa granulata ingår i släktet Calappa och familjen Calappidae. Inga underarter finns listade i Catalogue of Life.

## Bildgalleri

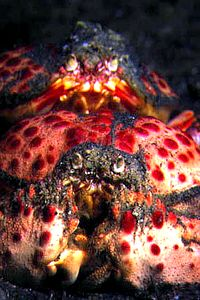